# Комиссар Мегрэ
Комиссар Жюль Мегрэ́ (фр. Commissaire Jules Maigret, полн. Жюль-Амеде-Франсуа Мегрэ или Жюль Жозеф Ансельм Мегрэ) — герой популярной серии детективных романов и рассказов Жоржа Сименона, мудрый полицейский.
По задумке Сименона, Мегрэ как бы существует вне времени: он практически не стареет, а действие романов о нем разворачивается в Париже середины XX века, и точнее выразиться невозможно: Сименон не просто никогда не указывает точное время действия книг, но тщательно избегает намеков на конкретные года и даже десятилетия. Предположительно действие всей серии романов охватывает промежуток в 25—30 лет, но при этом в большинстве книг комиссару около 53—60 лет. 
Биографию Мегрэ Сименон описывает фрагментами в разных романах, и можно отметить массу несоответствий (даже полное имя комиссара по-разному звучит в двух разных книгах). В первом деле («Петерс Латыш») Мегрэ 44 года, и следует полагать, что действие в романе разворачивается примерно в 1927—1928 гг. (хотя отталкиваться приходится в первую очередь от даты написания книги). Комиссар выходит в отставку в возрасте 55 лет в 1934 году (роман «Мегрэ»), но в последующих книгах, написанных Сименоном после восьмилетней паузы, по-прежнему работает в уголовной полиции; в романах «Мегрэ сердится» (1944) и «Мегрэ в Нью-Йорке» (1947) 56-летний комиссар снова в отставке, но потом опять без объяснения причин оказывается в своем рабочем кабинете на набережной Орфевр. В 1967 году ему лишь 58 лет.

## О личности комиссара Мегрэ
Книгу «Петерс Латыш» Жорж Сименон за 4—5 дней написал на машинке на борту парусника «Остгот» на стоянке в порту Делфзейл весной 1929 года. В ней «родился» комиссар Мегрэ, широкоплечий, грузный человек, в шляпе-котелке и плотном драповом пальто с бархатным воротником и неизменной трубкой в зубах. В Делфзейле ему поставлен памятник. В этом же городе разворачивается действие одного из первых романов о Мегрэ, «Преступление в Голландии».
В «Петерсе Латыше» Мегрэ описывается как «гигант», чья фигура «громадна»: «Он был огромен и костист. Под пиджаком бугрились хорошо развитые мускулы, самые новые брюки быстро теряли форму на его мощных икрах. (...) Он появлялся, как некий монолит, и сразу начинало казаться, что об этот монолит (...) все должно непременно разбиваться». В следующих книгах Сименон уже не делает акцент на габаритах Мегрэ: он изображается просто как достаточно высокий и полный человек (в повести «У фламандцев» сообщается, что «рост комиссара достигал ста восьмидесяти сантиметров», в повести «Кабачок ньюфаундлендцев» его называют «толстяком»).
В «Деле Сен-Фиакр» описываются детство и юность комиссара, в «Записках Мегрэ» — встреча с будущей мадам Мегрэ и женитьба на ней, поступление в полицию и этапы работы на набережной Орфевр, где находилось Управление уголовной полиции Парижа.
Жюль Жозеф Ансельм Мегрэ родился в 1884 году в выдуманной Сименоном деревне Сен-Фиакр под Матиньоном в семье Эвариста Мегрэ, управляющего поместьем графа Сен-Фиакра. Там прошли его детство и юность. Сименон неоднократно упоминает о крестьянских корнях Мегрэ. Мать комиссара умерла при родах. Когда ему было 8 лет, несколько месяцев он провел в лицее, где ему приходилось очень тяжело, и, в конце концов, отец отправил его к своей сестре, которая была замужем за пекарем в Нанте. Мегрэ изучал медицину в Нантском университете. Приехав в Париж, Мегрэ начал учиться на врача, но по ряду причин и обстоятельств оставил учёбу и решил пойти на службу в полицию.
Мегрэ своим талантом и упорством дослужился от рядового инспектора до должности дивизионного комиссара, руководителя бригады по расследованию особо тяжких преступлений.
Мегрэ невозможно представить без курительной трубки, их у него целая коллекция.
Мегрэ пытался водить автомобиль, но с его привычкой неожиданно задумываться чуть не попал в аварию, и больше за руль не садился. В «Мегрэ в Виши» выясняется, что он приобрёл «Рено 4CV», но водит его мадам Мегрэ.
Обычно указывается, что комиссар не владел иностранными языками, однако в повести «Коновод с баржи „Провидение“» он, пусть и с трудом, следит за разговором, ведущимся на английском. Из-за незнания языка ему приходилось несладко в Англии и Америке, где он бывал несколько раз. Это выводило комиссара из себя, однако не помешало ему блестяще проводить расследования в этих странах.
В рассказе «Поклонник мадам Мегрэ» жену комиссара зовут Анриетта, а в «Записках Мегрэ» — Луиза. Отмечается, что супруги так привыкли называть друг друга по фамилии, что отвыкли от имён, и в Америке Мегрэ чувствует себя неуютно, потому что американцы называют его «Джулиус». Мадам Мегрэ домохозяйка, очень любит готовить. Позднее даже была издана кулинарная книга Р. Куртина «Рецепты мадам Мегрэ» (Madame Maigret’s Recipes Robert J. Courtine), в которой собраны рецепты блюд, упомянутых в романах Жоржа Сименона.
Имели ли когда-нибудь супруги Мегрэ собственных детей, неясно. В рассказе «Нотариус из Шатонефа» и повести «Шлюз № 1» вскользь упоминается, что у них родилась дочь, которая вскоре умерла. Однако в «Записках Мегрэ» прозрачно намекается, что мадам Мегрэ не могла иметь детей вообще. В романе «Мегрэ ошибается» сказано, что «…комиссар… вот уже тридцать лет очень хотел стать отцом».
Во всяком случае, отсутствие ребёнка стало настоящей трагедией для них обоих. Рассказ «Рождество в доме Мегрэ» описывает события, в ходе которых в семью Мегрэ попала девочка, оставшаяся без родителей. Супруги заботились о ней как о своей дочери.
Племянник мадам Мегрэ решил работать в парижской полиции, но не преуспел. Он влипает в неприятнейшую историю, которую приходится распутывать комиссару уже на пенсии.
На пенсии комиссар удалился в свой собственный домик, приобретённый задолго до назначенного срока в Мён-Сюр-Луар. Однако несколько раз ему приходилось покидать домик, чтобы снова заняться расследованием очередного преступления.
Судя по всему, в конце жизни Мегрэ вернулся на службу в полиции и, вероятно, овдовел.

## Комиссар Мегрэ в кинематографе
Приключения Мегрэ стали сюжетом для 14 кинофильмов и 44 телевизионных передач. Инспектора Мегрэ в кино сыграли три десятка актёров, среди которых Жан Габен, Гарри Бауэр, Альбер Прежан, Чарльз Лоутон, Джино Черви, Бруно Кремер, Майкл Гэмбон и т. д. В СССР роль комиссара Мегрэ исполняли Борис Тенин, Михаил Данилов, Владимир Самойлов и Армен Джигарханян.

### Фильмы

Гарри Бор в роли Мегрэ.

- 1932 «Ночь на перекрёстке» (фр. La nuit du carrefour) — Пьер Ренуар
- 1932 «Желтый пес» (фр. Le chien jaune) — Абель Таррид[фр.]
- 1933 «Цена головы» (фр. La tête d'un homme) — Гарри Бор
- 1949 «Человек на Эйфелевой башне» (англ. The Man on the Eiffel Tower / фр. L’Homme de la tour Eiffel) — Чарльз Лоутон
- 1956 «Мегрэ ведёт расследование» (фр. Maigret dirige l’enquête) — Морис Мансон[англ.]
- 1958 «Мегрэ расставляет силки» (фр. Maigret tend un piège) — Жан Габен
- 1959 «Мегрэ и дело Сен-Фиакр» (фр. Maigret et l’affaire Saint-Fiacre) — Жан Габен
- 1959 «Мегрэ и потерянная жизнь» (англ. Maigret and the Lost Life) (ТВ) — Бэзил Сидни
- 1963 «Мегрэ и гангстеры» (фр. Maigret voit rouge) — Жан Габен
- 1964 «Maigret: De kruideniers» (ТВ) — Кеес Брюссе[нидерл.]
- 1969 «Maigret at Bay» (серия на ТВ) — Руперт Дэвис[англ.]
- 1981 «Подписано: „Фюра“»[7] (фр. Signé Furax) — Жан Ришар
- 1988 «Мегрэ» (телефильм) — Ричард Харрис
- 1992 «Цена головы» — Владимир Самойлов
- 1993 «Заложники страха» — Юрий Евсюков
- 2004 «Мегрэ: Ловушка» (итал. Maigret: La trappola) (ТВ) — Серджио Кастеллитто
- 2004 «Мегрэ: Китайская тень» (итал. Maigret: L’ombra cinese) (ТВ) — Серджио Кастеллитто
- 2022 «Мегрэ и таинственная девушка» (фр. Maigret) — Жерар Депардье

### Телесериалы
- «Мегрэ» (1964—1968, Бельгия/Нидерланды), 18 серий — Ян Тьюлингс[англ.]
- «Расследования комиссара Мегрэ» (итал. Le inchieste del commissario Maigret; 1964—1972, Италия), 16 серий — Джино Черви
- «Расследования комиссара Мегрэ» (фр. Les enquêtes du commissaire Maigret; 1967—1990, Франция), 88 серий — Жан Ришар
- «Мегрэ» (1991—2005, Франция), 54 серии — Бруно Кремер
- «Мегрэ» (1992—1993, Великобритания), 12 серий — Майкл Гэмбон
- «Мегрэ» (с 2016, Великобритания), 4 серии — Роуэн Аткинсон

### ТелеспектаклиЦентрального телевидения СССР
| Название                      | Год  | Исполнитель роли  |
| Сесиль умерла (Не сохранился) | 1970 | Борис Тенин       |
| Мегрэ и человек на скамейке   | 1973 | Борис Тенин       |
| Мегрэ и старая дама           | 1974 | Борис Тенин       |
| Мегрэ и человек на скамейке   | 1981 | Михаил Данилов    |
| Мегрэ колеблется              | 1982 | Борис Тенин       |
| Мегрэ у министра              | 1987 | Армен Джигарханян |

## Память
В 1966 году в Нидерландах, в городе Делфзейл был воздвигнут памятник Мегрэ. 
На установленной рядом табличке написано:
«Maigret. Dit bronzen beeld van de wereldberoemde meesterspeurder is door zijn geestelijke vader, Georges Simenon, in 1966 onthuld. Deze Belgische schrijver creéèrde de Maigret-figuur in Delfzijl in 1925, toen zijn schip hier aan het Damsterdiep werd gerepareerd. Een van de eerste Maigret-detectives heeft dan ook als Franse titel "Maigret en Hollande" en speelt zich af in Delfzijl. Naar een ontwerp van Pieter d'Hont», 
что в дословном переводе означает:
«Эта бронзовая статуя всемирно известного мастера-сыщика была открыта в 1966 году его духовным отцом Жоржем Сименоном. Этот бельгийский писатель создал фигуру Мегрэ в Делфзейле в 1925 году, когда его корабль ремонтировался здесь, в Дамстердипе. В одном из первых произведений о Мегрэ действие происходит в Делфзейле, а рассказ носит французское название «Мегрэ-ан-Олланд».  По проекту Питера д'Онта». Жоржу Сименону было официально вручено «Свидетельство о рождении» прославленного Мегрэ, в котором значилось следующее: «Мегрэ Жюль, родился в Делфзейле 20 февраля 1929 года… в возрасте 44 лет… Отец — Жорж Сименон, мать неизвестна…»
В 1973 году в Никарагуа выпустили серию почтовых марок с изображениями самых знаменитых сыщиков в истории литературы, на одной из которых был помещён портрет комиссара Мегрэ).

## Список книг
- Петерс Латыш (Pietr-le-Letton) (1929) [Другие названия: Петер-латыш, Петерс-латыш]
- Коновод с баржи «Провидение» (Le Charretier de la Providence) (1931)
- Покойный г-н Галле (M. Gallet décédé) (1931) [Другое название: Покойный господин Галле]
- Висельник из Сен-Фольена (Le Pendu de Saint-Pholien) (1931) [Другое название: Повесившийся на вратах Сен-Фольена]
- Цена головы (La Tête d’un homme) (aka Человек с Эйфелевой башни (L’homme de la Tour Eiffel)) (1931)
- Жёлтый пёс (Le Chien jaune) (1931)
- Тайна перекрёстка «Трёх вдов» (La Nuit du carrefour) (1931) [Другое название: Ночь на перекрёстке]
- Преступление в Голландии (Un crime en Hollande) (1931)
- Кабачок ньюфаундлендцев (Au rendez-vous des Terre-Neuvas) (1931)
- Танцовщица «Весёлой мельницы» (La Danseuse du Gai-Moulin) (1931)
- Двухгрошовый кабачок (La Guinguette à deux sous) (1932)
- Тень на шторе (L’ombre chinoise) (1932)
- Дело Сен-Фиакр (L’Affaire Saint-Fiacre) (1932)
- У фламандцев (Chez les Flamands) (1932)
- Порт туманов (Le Port des brumes) (1932)
- Маньяк из Бержерака (Le Fou de Bergerac) (1932) [Другое название: Безумец из Бержерака]
- Бар «Либерти» (Liberty Bar) (1932)
- Шлюз № 1 (L'Écluse numéro 1) (1933)
- Мегрэ (Maigret) (1934)
- Новые расследования Мегрэ (Les Nouvelles Enquêtes de Maigret) (сборник рассказов) (1944):
  - Драма на бульваре Бомарше (L’Affaire du Boulevard Beaumarchais) (1936)
  - Баржа с двумя повешенными (La Péniche aux deux pendus) (1936)
  - Открытое окно (La Fenêtre ouverte) (1936)
  - Смертная казнь (Peine de mort) (1936)
  - Капли стеарина (Les Larmes de bougie) (1936)
  - Улица Пигаль (Rue Pigalle) (1936)
  - Господин Понедельник (Monsieur Lundi) (1936)
  - Ошибка Мегрэ (Une erreur de Maigret) (1937)
  - Жомон, остановка 51 минуту (Jeumont, 51 minutes d’arrêt) (1936) [Другое название: Поезд стоит в Жемоне 51 минуту]
  - Госпожа Берта и её любовник (Mademoiselle Berthe et son amant) (1938) [Другое название: Мадемуазель Берта и её любовник]
  - Буря над Ла-Маншем (Tempête sur la Manche) (1938)
  - Нотариус из Шатонефа (Le Notaire de Châteauneuf) (1938)
  - Небывалый господин Оуэн (L’Improbable Monsieur Owen) (1938)
  - Игроки из Гран-Кафе (Ceux du Grand-Café) (1938)
  - Северная звезда (L'Étoile du Nord) (1938)
  - Приют утопленников (L’Auberge aux noyés) (1938)
  - Стан-убийца (Stan le tueur) (1938)
  - Дама из Байе (La Vieille Dame de Bayeux) (1939) [Другое название: Старая дама из Байе]
  - Поклонник мадам Мегрэ (L’Amoureux de Madame Maigret) (1939)
- Смертельная угроза (Menaces de mort) (рассказ) (1942, опубликовано в 1992, на русский язык не переводился)
- Мегрэ возвращается (Maigret revient…) (1942):
  - В подвалах отеля «Мажестик» (Les Caves du Majestic) (1942)
  - Дом судьи (La Maison du juge) (1942)
  - Сесиль умерла (Cécile est morte) (1942)
- Подпись «Пикпюс» (Signé Picpus) (1944):
  - Подпись «Пикпюс» (Signé Picpus) (1944) [Другое название: Подписано: «Пикпюс»]
  - А Фелиси-то здесь! (Félicie est là) (1944) [Другое название: Мегрэ и Фелиция]
  - Инспектор Кадавр (L’Inspecteur Cadavre) (1944)
- Трубка Мегрэ (La Pipe de Maigret) (рассказ) (1947)
- Мегрэ сердится (Maigret se fâche) (1947)
- Мегрэ в Нью-Йорке (Maigret à New York) (1947)
- Мегрэ и инспектор недотепа (Maigret et l’inspecteur malgracieux) (рассказы) (1947):
  - Показания мальчика из церковного хора (Le Témoignage de l’enfant de chœur) (1947) [Другое название: Показания мальчика]
  - Самый упрямый клиент в мире (Le Client le plus obstiné du monde) (1947) [Другое название: Самый упрямый клиент]
  - Мегрэ и инспектор Недотёпа (Maigret et l’inspecteur malgracieux) (1947)
  - Бедняков не убивают (On ne tue pas les pauvres types) (1947)
- Мегрэ и мертвец (Maigret et son mort) (1948)
- Отпуск Мегрэ (Les Vacances de Maigret) (1948)
- Первое дело Мегрэ (La Première Enquête de Maigret, 1913) (1949)
- Мой друг Мегрэ (Mon ami Maigret) (1949)
- Мегрэ у коронёра (Maigret chez le coroner) (1949)
- Мегрэ и старая дама (Maigret et la Vieille Dame) (1949)
- Приятельница мадам Мегрэ (L’Amie de Mme Maigret) (1950)
- Мегрэ и бесхвостые поросята (Maigret et les Petits Cochons sans queue) (сборник рассказов, в двух из которых главным героем является Мегрэ) (1950):
  - Человек на улице (L’Homme dans la rue) (1950)
  - Торги при свечах (Vente à la Bougie) (1950)
- Записки Мегрэ (Les Mémoires de Maigret) (1951)
- Рождество Мегрэ (Un Noël de Maigret) (рассказ) (1951) [Другое название: Рождество в доме Мегрэ]
- Мегрэ в «Пикреттс» (Maigret au "Picratt’s") (1951)
- Мегрэ в меблированных комнатах (Maigret en meublé) (1951)
- Мегрэ и Долговязая (Maigret et la Grande Perche) (1951)
- Мегрэ, Лоньон и гангстеры (Maigret, Lognon et les Gangsters) (1952)
- Револьвер Мегрэ (Le Revolver de Maigret) (1952)
- Мегрэ и человек на скамейке (Maigret et l’Homme du banc) (1953)
- Мегрэ в тревоге (Maigret a peur) (1953) [Другое название: Мегрэ напуган]
- Мегрэ ошибается (Maigret se trompe) (1953)
- Мегрэ в школе (Maigret à l'école) (1954)
- Мегрэ и труп молодой женщины (Maigret et la Jeune Morte) (1954)
- Мегрэ у министра (Maigret chez le ministre) (1954)
- Мегрэ ищет голову (Maigret et le Corps sans tête) (1955)
- Мегрэ расставляет сети (Maigret tend un piège) (1955) [Другие названия: Мегрэ расставляет ловушку, Мегрэ ставит капкан]
- Промах Мегрэ (Un échec de Maigret) (1956)
- Мегрэ забавляется (Maigret s’amuse) (1957)
- Мегрэ путешествует (Maigret voyage) (1958)
- Сомнения Мегрэ (Les Scrupules de Maigret) (1958) [Другое название: Душевные терзания Мегрэ]
- Мегрэ и строптивые свидетели (Maigret et les Témoins récalcitrants) (1959)
- Признания Мегрэ (Une confidence de Maigret) (1959)
- Мегрэ в суде присяжных (Maigret aux assises) (1960)
- Мегрэ и старики (Maigret et les Vieillards) (1960)
- Мегрэ и ленивый вор (Maigret et le Voleur paresseux) (1961) [Другое название: Мегрэ и тихий вор]
- Мегрэ и порядочные люди (Maigret et les Braves Gens) (1962)
- Мегрэ и субботний клиент (Maigret et le Client du samedi) (1962) [Другое название: Мегрэ и субботний посетитель]
- Мегрэ и бродяга (Maigret et le Clochard) (1963) [Другое название: Мегрэ и клошар]
- Гнев Мегрэ (La Colère de Maigret) (1963)
- Мегрэ и привидение (Maigret et le Fantôme) (1964) [Другие названия: Мегрэ и призрак, Тайна старого Голландца]
- Мегрэ защищается (Maigret se défend) (1964)
- Терпение Мегрэ (La Patience de Maigret) (1965)
- Мегрэ и дело Наура (Maigret et l’Affaire Nahour) (1966)
- Вор комиссара Мегрэ (Le Voleur de Maigret) (1967) [Другое название: Человек, обокравший Мегрэ]
- Мегрэ в Виши (Maigret à Vichy) (1968)
- Мегрэ колеблется (Maigret hésite) (1968)
- Друг детства Мегрэ (L’Ami d’enfance de Maigret) (1968)
- Мегрэ и убийца (Maigret et le Tueur) (1969)
- Мегрэ и виноторговец (Maigret et le Marchand de vin) (1970)
- Мегрэ и сумасшедшая (La Folle de Maigret) (1970)
- Мегрэ и одинокий человек (Maigret et l’Homme tout seul) (1971)
- Мегрэ и информатор (Maigret et l’Indicateur) (1971) [Другое название: Мегрэ и осведомитель]
- Мегрэ и господин Шарль (Maigret et Monsieur Charles) (1972)